# Tritropidia galeata
Tritropidia galeata är en insektsart som beskrevs av Olivier. Tritropidia galeata ingår i släktet Tritropidia och familjen hornstritar. Inga underarter finns listade i Catalogue of Life.